# Pfizer–BioNTech-Covid19-vakcina

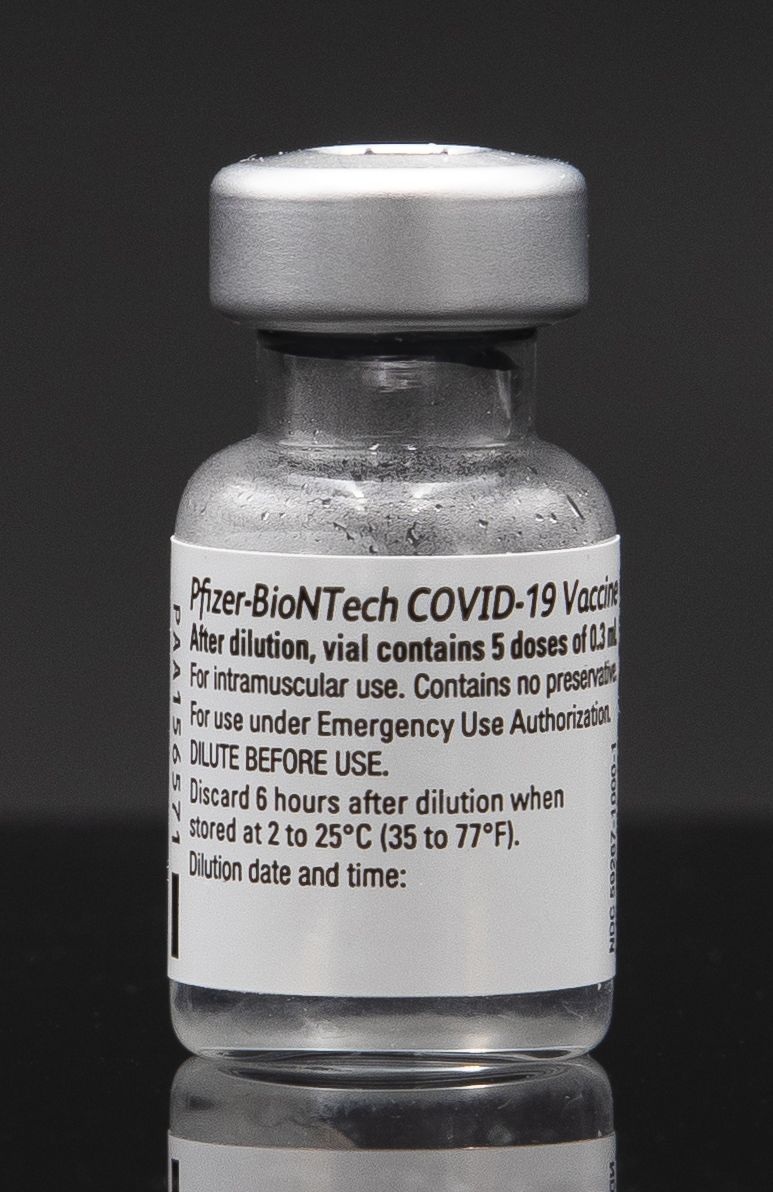
Pfizer–BioNTech COVID‑19 oltóanyag amerikai piacra szánt csomagolása

A Pfizer–BioNTech-Covid19-vakcina (kódnevén BNT162b2, nemzetközi szabadnevén tozinameran, később Comirnaty) német-amerikai együttműködés keretében kifejlesztett harmadik generációs intramuszkuláris Covid19-vakcina, melyet a német BioNTech biotechnológiai vállalat fejlesztett ki az amerikai Pfizer gyógyszergyár és a kínai Fosun Pharma közreműködésével. A Comirnaty egy mRNS vakcina, amely a neves magyar kutató, Karikó Katalin szabadalmán alapul, aki az oltóanyag fejlesztésében is kulcsszerepet játszott. Az oltás a Covid19 megbetegedést okozó SARS-CoV-2 vírus ellen nyújt védelmet. Eredeti ajánlata szerint 18 évnél idősebb személyeknél alkalmazható, két 0,3 milliliteres dózisban, melyet általában három hétnyi különbséggel adnak be a betegeknek. A későbbi vizsgálatok óta fiatalkorúakon való alkalmazását is engedélyezték, a 2 oltás közötti időtartamot pedig márciusban az ideiglenes vakcinahiányra hivatkozva átmenetileg 5 hétre növelték. Az eredeti 21 napos alkalmazási időt végül 2021. június 18-tól állították vissza.
2020 decemberében az Egyesült Királyság elsőként engedélyezte veszélyhelyzetben történő alkalmazását, majd rendszeres használatát. Azóta 84 országban került engedélyezésre, köztük az Amerikai Egyesült Államokat és Kanadát, az Európai Unió országait, az Egyesült Királyságot, Ausztráliát, Ukrajnát, Izraelt, Brazíliát, Bangladest, Mexikót, Japánt és Szingapúrt.
Magyarországon az összes koronavírus elleni vakcina közül elsőként kezdték el alkalmazni, a legelső oltást  2020. december 26-án adták be a Dél-pesti Centrumkórház dolgozóinak. Magyar nyelvű leírása itt olvasható.

## A vakcinafejlesztés története

### A vakcinafejlesztés
A Covid19 elleni vakcinák előtt egy fertőző betegség elleni oltást még soha nem fejlesztettek ki és gyártottak le kevesebb, mint néhány év alatt, és nem létezett oltóanyag a koronavírus emberi megfertőzésének megakadályozására. A COVID19-et okozó SARS-CoV-2 vírust 2019 decemberében fedezték fel, és a BioNTech 2020. január 10-én kezdte meg a COVID-19 vakcina kifejlesztését, amikor a SARS-CoV-2 genetikai szekvenciáit közzétette a GISAID-on keresztüli a Kínai Betegségmegfékezési és Megelőzési Központ, amely sürgős nemzetközi válaszreakciót váltott ki , amely a megelőző vakcinák kifejlesztésére és gyártására való felkészülés elősegítésére irányult.
A vakcina kifejlesztése akkor kezdődött el, amikor a BioNTech alapítója, Uğur Şahin elolvasta a The Lancet című orvosi folyóiratban azt a cikket, amely meggyőzte őt arról, hogy a COVID19 koronavírus Kínából kiindulva hamarosan világjárvánnyá válik, ezért felszólította a vállalat tudósait, hogy mondják le a szabadságaikat és kezdjék meg a fejlesztést 2020 januárjában. A BioNTech elindította a „Project Lightspeed” nevű programot, hogy vakcinát fejlesszen ki az új COVID19 vírus ellen, a fantázianevet a kutatás tempójára utaló fénysebességről kapta. A munkálatok a már kialakított mRNS-technológián alapultak, amelyet azóta fejlesztettek ki, hogy Karikó Katalin, az mRNS vezető kutatója 2013-ban csatlakozott a céghez. A vakcina több változatát hozták létre mainzi laboratóriumukban, és ezek közül 20-at mutattak be a langeni Paul Ehrlich Intézet szakembereinek. A járvány elterjedését követően sokan az addigi vakcinafejlesztésekből kiindulva több évre tették a megfelelő ellenanyag kifejlesztésének idejét, ám a megfeszített munka és az új, különleges módszer miatt még 2019 végére elkészült a BioNTech vakcinája, így már csak a széles körű és átfogó klinikai vizsgálatokra volt szükség.

### Finanszírozás
A BioNTech 2020 márciusában 135 millió dolláros befektetést kapott a kínai Fosuntól, cserébe a BioNTech 1,58 millió részvényét szerezte meg, valamint a BNT162b2 jövőbeni fejlesztési és marketingjogait Kínában.
2020 áprilisában a BioNTech partnerségi szerződést írt alá a Pfizerrel, és 185 millió dollárt kapott, beleértve a mintegy 113 millió dolláros tőkebefektetést. A két cég között már évekkel ezelőtt kialakult az együttműködés, ekkor az amerikai cég influenzavírus elleni oltással kapcsolatos kutatásokat támogatott.
2020 júniusában a cég 100 millió eurós támogatást kapott az Európai Bizottságtól és az Európai Beruházási Banktól. 2020 szeptemberében a német kormány 375 millió eurót ítélt meg a BioNTech számára a COVID19 elleni vakcinafejlesztési programjára.
Albert Bourla, a Pfizer vezérigazgatója úgy döntött, hogy az USA kormánya által létrehozott „Operation Warp Speed” (amely nevét a BioNTech saját programjához igen hasonlóan, a fejlesztési sebességre utaló Star Trek-beli warp sebességről kapta) programjából származó finanszírozást nem fogják felhasználni, mivel a vállalat meg akarta szabadítani a tudósait minden olyan bürokráciától, a jelentések írásától és a túlzott pénzügyi kötöttségtől, amelyek csak hátráltatnák a kutatást. A Pfizer ennek ellenére megállapodást kötött az Egyesült Államokkal a vakcina esetleges forgalmazásáról, akárcsak más országokkal.

## Klinikai vizsgálatok
Az I-II. fázisú vizsgálatokat Németországban 2020. április 23-án, az Egyesült Államokban pedig 2020. május 4-én kezdték meg, négy oltóanyag-jelölt vett részt a klinikai vizsgálatokban. A BNT162b2 oltóanyag-jelöltet a BioNTech által kifejlesztett három hasonló technológiájú anyaggal együtt választották a legígéretesebbnek. A BNT162b2 kiválasztása előtt a BioNTech és a Pfizer Németországban és az Egyesült Államokban elvégezték az I. fázisú klinikai vizsgálatokat a BNT162b1-en, míg a Fosun I. fázisú tesztelést végzett Kínában. Ezekben az I. fázisú vizsgálatokban a BNT162b2 biztonságossági profilja jobbnak bizonyult, mint a másik három BioNTech-jelölt hatóanyag.
A legígéretesebbnek tartott BNT162b2 vakcinajelölt II-III. fázisú pivotális tesztelését 2020 júliusában kezdték meg. A BNT162b2-vel kapcsolatos, 2020 októberében közzétett, I-II. fázisú klinikai vizsgálatok előzetes eredményei bebizonyították annak biztonságosságát és hatásosságát. Ugyanebben a hónapban az Európai Gyógyszerügynökség (EMA) megkezdte a BNT162b2 időszakos felülvizsgálatát.
A BNT162b2 folytonos fázisú vizsgálata 2020 novemberében indult, amely egy randomizált kontrollált vizsgálat volt placebo kontrollal, vak megfigyelővel, dózistartomány-vizsgálattal, illetve oltóanyagjelölt-szelektáló és hatékonysági kutatásokkal. A tanulmány 2020 közepén kibővült, hogy a BNT162b2 hatékonyságát és biztonságosságát nagyobb számú résztvevőnél értékelhessék, ebben több tízezer önkéntes vett részt, akik a Pfizerrel és a Fosunnal együttműködve több országban kapták meg a tesztoltást.
A III. fázisú vizsgálat a BNT162b2 biztonságosságát, hatékonyságát, tolerálhatóságát és immunogenitását közepes dózissal (a két injekciót 21 napkülönbséggel adták be) három korcsoportban: 12–15 éves, 16–55 éves vagy 55 évnél idősebbeknél is megállapította. A III. fázis eredményeit, amelyek a kifejlesztett vakcina 95%-os hatékonyságát jelzik, 2020. november 18-án tették közzé. Az EU-ban történő jóváhagyás céljából az EMA megerősítette a vakcina 95%-os összhatékonyságát. Az EMA egyértelművé tette, hogy a második adagot az első adag után három héttel kell beadni.
A folyamatban lévő, III. fázisú vizsgálatok, amelyek a tervek szerint 2020-tól egészen 2022-ig fognak tartani, annak felmérésére szolgálnak majd, hogy a BNT162b2 képes-e megakadályozni a súlyos fertőzéseket, valamint pontosabban meghatározhassák az általa kialakított immunhatás időtartamát.

## A vakcina hatékonysága
| Hatékonyság végpontja                     | Vakcina hatékonysága (95% megbízhatósági intervallum) [%] |
| ----------------------------------------- | --------------------------------------------------------- |
| Az 1. dózis után és a 2. előtt            | 52,4 (29,5; 68,4)                                         |
| ≥10 nappal az 1. dózis után és a 2. előtt | 86,7 (68,6; 95,4)                                         |
| A 2. dózis után 7 napon belül             | 90,5 (61,0; 98,9)                                         |
| ≥7 nappal a 2. dózis után                 | 94,8 (89,8; 97,6)                                         |
|                                           |                                                           |
| Teljes mintacsoport                       | 95,0 (90,0; 97,9)                                         |
| 16–55 évesek                              | 95,6 (89,4; 98,6)                                         |
| ≥55 évesek                                | 93,7 (80,6; 98,8)                                         |
| ≥65 évesek                                | 94,7 (66,7; 99,9)                                         |

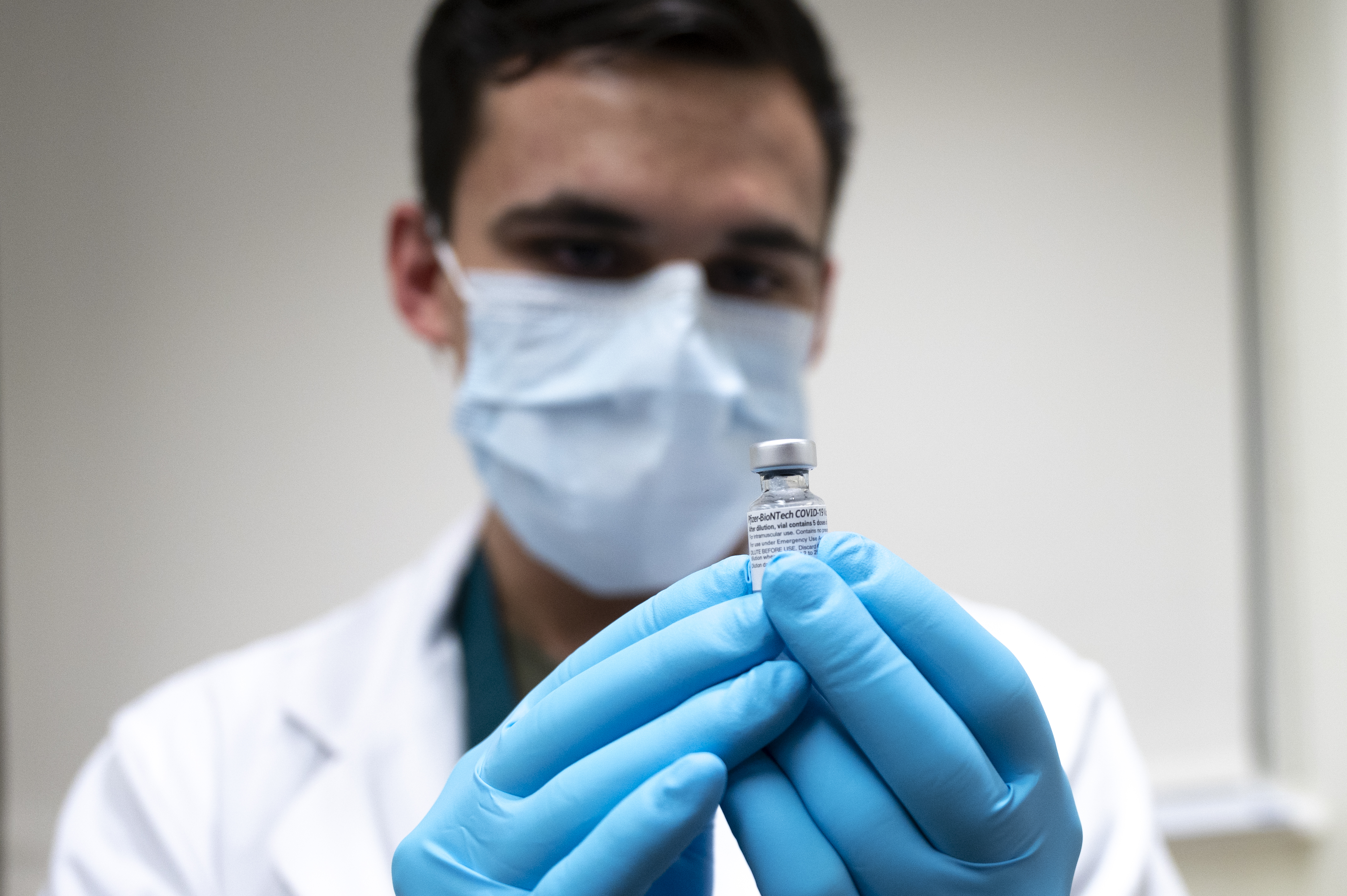
Pfizer-BioNTech Covid19 vakcina

A 2021 májusában a The New England Journal of Medicine-ben közzétett esettanulmány megállapította, hogy a katari oltottak között a Pfizer-BioNTech vakcina 89,5%-os hatékonysággal rendelkezik az alfa variáns (B.1.1 törzs) dokumentált eseteivel szemben, és 75%-os hatékonyság a béta variánssal szemben (B.1.351 törzs). Ugyanez a tanulmány arról számolt be, hogy a vakcina hatékonysága a súlyos, kritikus vagy halálos megbetegedés ellen a SARS-CoV-2 bármely változata ellen 97,4% volt. A Public Health England által 2021 áprilisa és májusa között végzett tanulmány arról számolt be, hogy a vakcina 88%-os hatékonyságú volt a delta variánssal (B.1.617.2 törzs) és 93%-os az alfa variánssal szemben.
| Variáns                            | Vakcina hatékonysága (95% megbízhatósági intervallum) [%] |
| ---------------------------------- | --------------------------------------------------------- |
| Alfa (B.1.1.7, brit mutáns)        | 89,5% (85,9–92,3%), 93,4% (90,4–95,5%)                    |
| Béta (B.1.351, dél-afrikai mutáns) | 75,0% (70,5–78,9%)                                        |
| Delta (B.1.617.2, indiai mutáns)   | 87,9% (78,2–93,2%)                                        |

## Összetétele
A vakcina a következő összetevőket tartalmazza:
- adagonként 30 mikrogramm egyszálú, 5’-cap struktúrát hordozó messenger RNS (mRNS), amelyet sejtmentes in vitro transzkripcióval készítettek a SARS-CoV-2  virális tüske (spike, S) proteinjét kódoló DNS-templátokról

Segédanyagok:
- ALC-0315 ((4-hidroxibutil)azanediil)bisz(hexán-6,1-diil)bisz(2-hexildekanoát)
- ALC-0159 2-[(polietilénglikol)-2000]-N,N-ditetradekilacetamid
- 1,2-disztearoil-sn-glicero-3-foszfokolin (DSPC)
- koleszterin
- dinátrium-hidrogén-foszfát-dihidrát
- monobázikus kálium-foszfát
- kálium-klorid
- nátrium-klorid
- szacharóz
- víz a beinjektáláshoz

## Paxlovid
A Paxlovid néven forgalmazott nirmatrelvir/ritonavir, egy, a Pfizer által a Pfizer–BioNTech-Covid19-vakcina forgalombahozását követően kifejlesztett, szájon át szedhető gyógyszere, amelyet a vakcina mellett szintén a Covid19 kezelésére használnak.
A Pfizer 2021 novemberébent jelentette be, hogy az addig elvégzett kísérletek sikerét követően a Paxlovidot előkészítik a forgalombahozatalra. Bejelentésük szerint a szájon át szedhető gyógyszer 89 százalékkal csökkenti a kórházi kezelés, vagy az elhalálozás kockázatát. Az FDA 2021. december 22-én, az EMA 2022. január 27-én adta meg a Paxlovid tablettasürgősségi engedélyét.
2022 januárjában Albert Bourla, a Pfizer vezérigazgatója megerősítette, hogy a Paxlovid utolsó vizsgálati fázisát várhatóan 2022 márciusában zárják le. Azt is elmondta, hogy a cég a francia Novasep céggel együttműködést hoz létre a Paxloviddal történő tablettás kezelés széleskörű bevezetése céljából.

## További vizsgálatok
2022 májusában, Anthony Fauci, az amerikai elnök egészségügyi főtanácsadója bejelentette, hogy a U.S. National Institutes of Health a Pfizerrel közösen, vizsgálatokba kezd annak megállapítására, hogy a Paxlovid ötnapos gyógyszeres alkalmazásának időtartamát ne hosszabbítsák-e meg?
A közös vizsgálatot az indokolta, hogy egyes betegek arról számoltak be, a Covid19 tünetei az alapvetően előírt ötnapos kúra elteltével, átmeneti javulást követően, újra kiújultak. A vizsgálatok megkezdése előtt a Pfizer azt állította, hogy egy második ötnapos Paxlovid-kúrával lehetne orvosolni az újrafertőződések problémáját, ugyanakkor az FDA szerint jelenleg nincs rá semmiféle bizonyíték, hogy a tabletták tíznapos kúrája oldaná meg a problémát.
A 2020 végén történt engedélyezést követően több oltásellenes csoport a Pfizer-BioNTech-Covid19-vakcinát vádolta olyan szívproblémákért melyek sportolók halálát okozták. A Centers for Disease Control and Prevention (CDC) amerikai egészségügyi hatóság 2024. áprilisi közleményében azonban bejelentette, hogy nem találtak bizonyítékot arra, hogy az mRNS alapú Covid19-vakcina halálos szívmegállást vagy bármilyen halálos szívproblémát okozna.

## Fordítás
- Ez a szócikk részben vagy egészben  a   Pfizer–BioNTech COVID-19 vaccine című angol Wikipédia-szócikk ezen változatának fordításán alapul.  Az eredeti cikk szerkesztőit annak laptörténete sorolja fel. Ez a jelzés csupán a megfogalmazás eredetét és a szerzői jogokat jelzi, nem szolgál a cikkben szereplő információk forrásmegjelöléseként.